# ルイス島

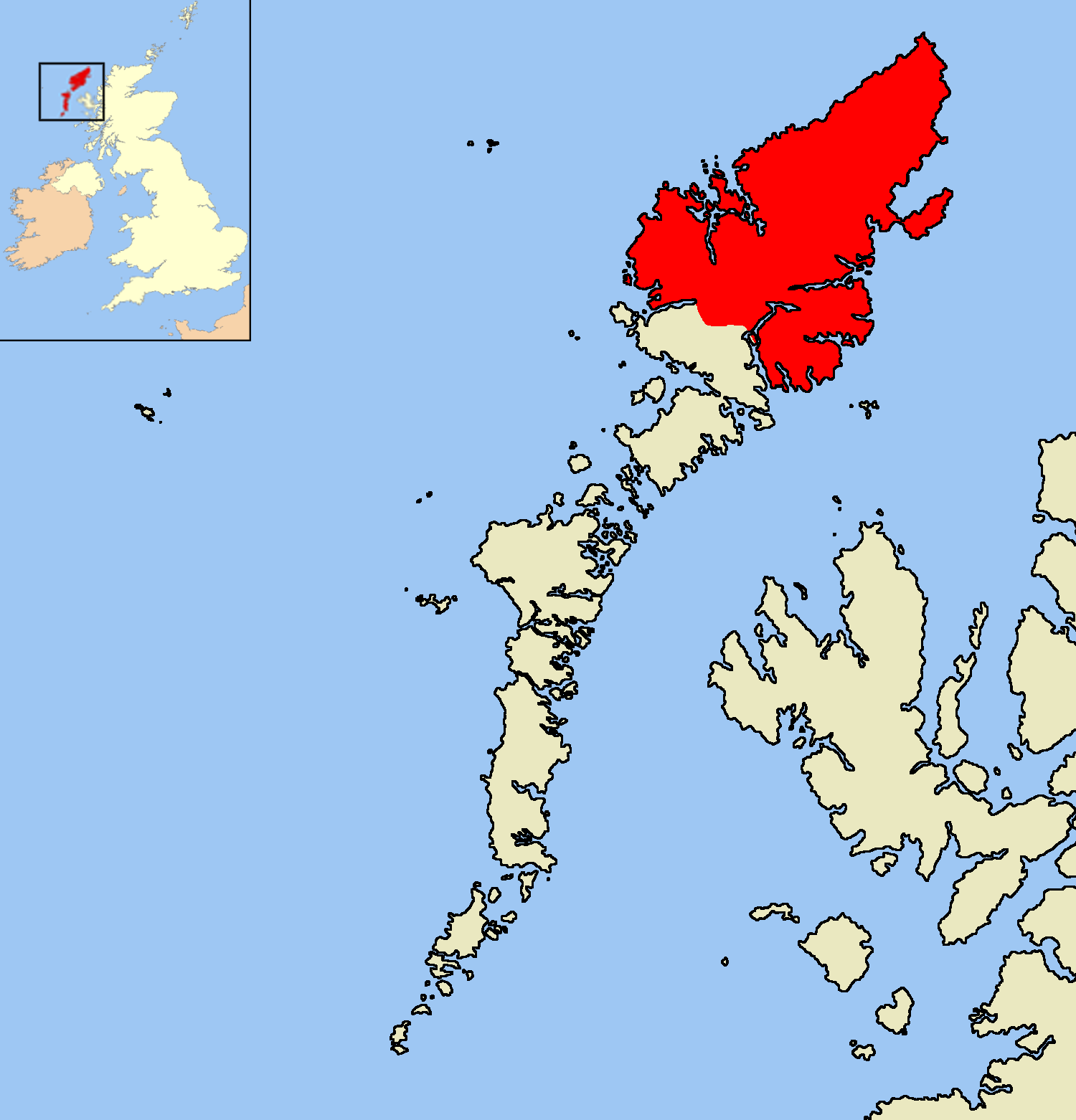
赤い部分がルイス島と呼ばれている。島南部はハリス島と呼ばれている。

ルイス島（英語: Lewis、スコットランド・ゲール語: Leodhas）は、スコットランド西部、アウター・ヘブリディーズに属する島。島の南部はハリス島（Harris、スコットランド・ゲール語:Na Hearadh）と呼ばれている。2つの名前は同じ島にもかかわらず併用されており、ルイス島の方が一般的である。ハリス島部分も含めたルイス島はアウター・ヘブリディーズのみならず、インナー・ヘブリディーズも含めたヘブリディーズ諸島で最も大きな島である。島で最も大きな町はストーノーウェイであり、アウター・ヘブリディーズの行政の中心になっている。

## 気候
夏と冬の気温差がわずかで年間通して冷涼である。秋になると降雨量が130ミリメートルを超え、強風が吹く。

## 自然
北極との間を行き来するハマシギなどの渡り鳥の中継地にあたり、また、アメリカ大陸から北ヨーロッパへ向かってふく風の避難地にもなる。海鳥の種類も多い。
アトランティックサーモンが島の河で釣れる。島の湖はブラウントラウトなどの魚のすみかである。ストーノーウェイ港では、アザラシを見ることができ、運が良ければイルカ、サメ、まれにはクジラが見られる。
島固有のほ乳類は、アカシカとカワウソのみである。ウサギも至る所にいるが、これは後世に島外から持ち込まれて繁殖した。
ルイス島にヘビは生息しておらず、爬虫類は唯一、トカゲがいる。
島の北部はロッホが多いが、おおむね平坦な地形である。一方、南部のハリス島側には片麻岩の露頭があり、地形の起伏がより多い。かつて島は森林で覆われていたが、焼き畑と羊の放牧により減少し、今はごくわずかしか残っていない。多種の植物があるが、ヒースが島の至る所に生えている。泥炭（ピート）が島中にあり、燃料として利用される。島の泥炭地は2000年にラムサール条約登録地となった。

## 交通
定期フェリーでスコットランド本土と結ばれている。ストーノーウェイ空港からは、アバディーン、エディンバラ、インヴァネス、グラスゴーへの便がある。

## 歴史
8000年前の泥炭（ピート）を調査したところ、人が定住した証拠が見つかっている。ケルト系のゲール人が定住。マン王国の一部となった。キリスト教の布教は7世紀から8世紀に行われた。9世紀からたびたびヴァイキングの略奪を受け、一時期はノルウェー王の勢力下に下った。スコットランド王国に復帰したのは13世紀に入ってからである。スコットランド長老派教会の信者が多い一方、ケルトの伝説も多く伝えられている。18世紀、チャールズ・エドワード・ステュアート王子の反乱に加わって敗れた後、アメリカ大陸への移民が増えた。

## 産業
現在に至るまで、小規模な農業や羊の放牧が主である。島特産の『ハリスツィード』と呼ばれる織物が知られる。「地元の羊毛を使いアウター・ヘブリディーズで手織りされ諸島内で完成された物」のみ、ハリスツィードの名で呼ばれると厳格に決められている。